# Recchia parvula
Recchia parvula là một loài bọ cánh cứng trong họ Cerambycidae.